# 急性膀胱炎
急性膀胱炎（きゅうせいぼうこうえん）は、膀胱に細菌が感染したことにより起こる膀胱炎。若い女性など膀胱などに基礎疾患がない単純性急性膀胱炎がほとんど。
頻尿、排尿時痛、残尿感、時に血尿が起こる。
女性に多い。女性は尿道口と肛門が近く尿道感染が起こりやすいためと、尿道が短く感染が膀胱に達しやすいため(男性では尿道炎で治りうる程度であっても感染が膀胱に及んでしまう)である。
原因菌は多くは大腸菌、プロテウス菌、肺炎桿菌。そのほか腸球菌、腐生ブドウ球菌、ウレアプラズマなど。
治療は、ニューキノロン系抗菌薬を3日間、もしくはセフェム系抗菌薬を5–7日間服用する。最近ニューキノロン耐性大腸菌が10%程度あり、ニューキノロンが効かない症例がある。
予防
女性は前述の通り罹患リスクが高いため、日常的に尿道口付近を清潔に保つ必要がある。具体的には、
・排便後は前から後ろに拭く：逆に拭くと肛門付近の大腸菌を尿道口付近に運んでしまう。
・排尿後は下着を履き直す前に性器に付着した尿を取り除く：そのまま放置すると雑菌が繁殖しやすいため。男性のように振り落とすことができないため、トイレットペーパーで外陰部を拭き取るか、ビデを使い洗浄する。
・自動ビデやシャワーの水流を直接尿道口に当てない：水流により細菌類を押し込んでしまう可能性があるため、手指に水をつけて洗う。
・排尿後にトイレットペーパーを使用する際には前から手を入れて数秒間小陰唇にしっかりと当て、充分に水分を吸わせる：紙を陰裂に沿って往復させると、肛門付近から大腸菌を運んでしまうほか、紙が尿道口に接触する時間が短いために拭き残しが発生しやすい。
・マスターベーションを行う際は事前に手指を清潔にする：陰核の至近距離に尿道口が存在するため。
・公衆トイレの利用時は、排尿を始める前に紙の設置の有無を確認する：トイレットペーパーが設置されていない場合、ティッシュペーパーを持参しているかどうか再確認し、ティッシュペーパーの残りがある場合のみ排尿する。トイレットペーパー、ティッシュペーパーのいずれも手元にない場合、尿意が切迫し直ちに排尿しなければ失禁が回避できないような緊急時を除いて排尿しない。または、公衆トイレの利用が避けられない長時間の外出時には必ずティッシュペーパーを準備しておく。
・野外で排尿しない：トイレットペーパーが使用できないため、局部が残尿で濡れたまま放置せざるを得ず、非衛生であるため。事前にこまめに公衆便トイレ立ち寄り、可能な限り避ける。またはポケットティッシュを準備し、野外で済ませた場合あっても排尿後は性器を拭く。
などである。